# Lajos Bartók

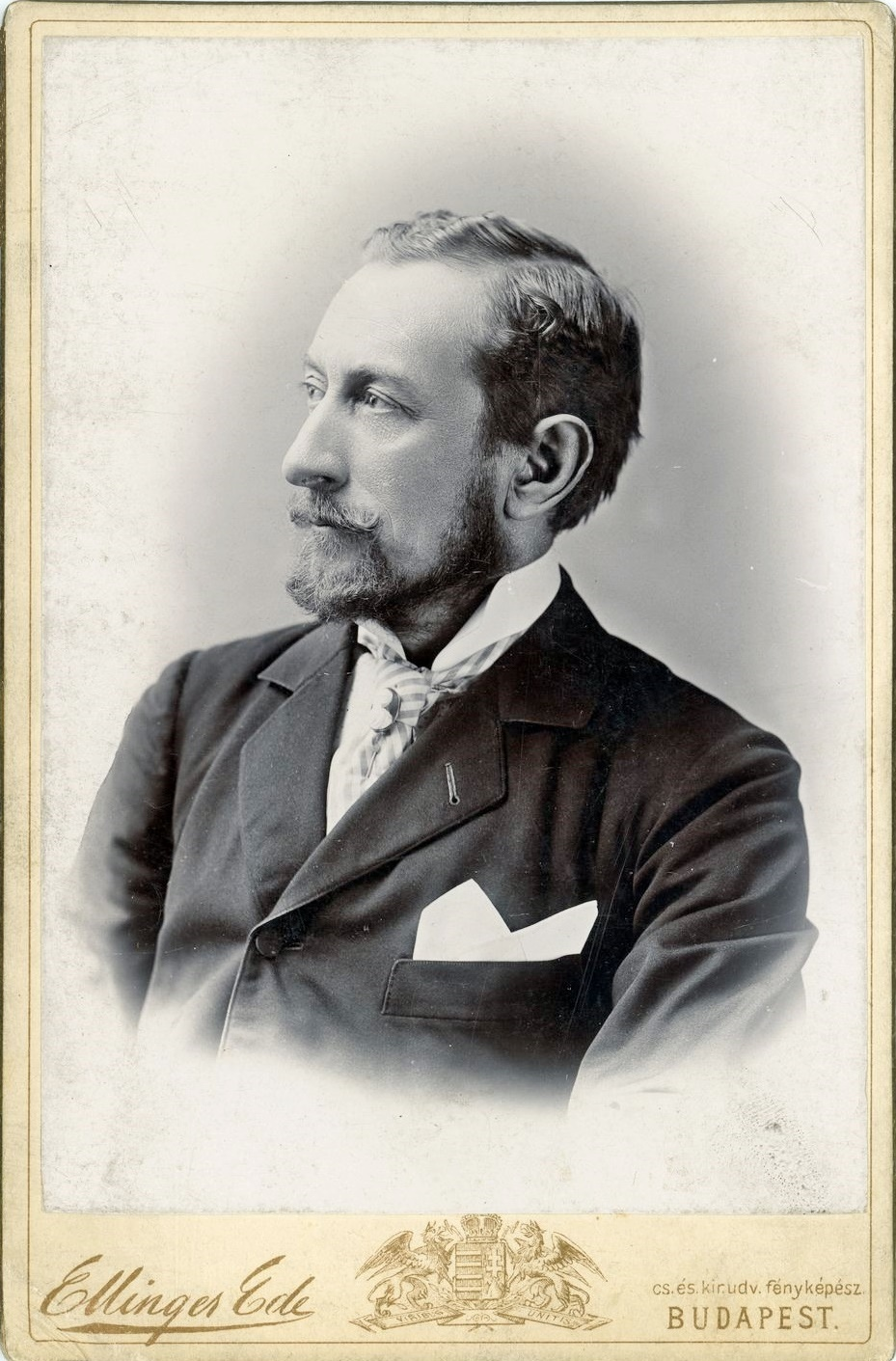
Lajos Bartók (1896)

Lajos Bartók, född 1851, död 1902, var en ungersk författare.
Bartók skrev lyrik med ämnen från ungersk natur och ungerskt folkliv, och skådespel med ämnen från sitt lands historia.